# Adolfo Pomar
Adolfo Pomar fue un político argentino, que ocupó el cargo de interventor federal de facto y de Gobernador de Misiones entre el 3 de octubre de 1955 y el 30 de abril de 1958 durante la dictadura denominada Revolución Libertadora, cuando derrocara el 20 de septiembre de 1955 al doctor Claudio Arrechea.
Pomar es el sucesor del teniente de navío Juan Carlos Rocca, que solamente estuvo de facto 22 días en el poder.
Durante su intervención seguirá adelante la campaña de persecución política a estudiantes, gremialistas, artistas e intelectuales misioneros simpatizantes del peronismo, que había comenzado Rocca. No obstante la afirmación que antecede, ninguna referencia hace la fuente citada respecto de la actuación que pudo caberle a Adolfo Pomar en las supuestas campañas de persecución que se denuncian.[cita requerida]Misiones es ocupada militarmente el mismo día en el que fue derrocado Perón e intervenida inmediatamente, como sucederá cada vez que las Fuerzas Armadas acechen a los gobiernos democráticos y con ello las libertades civiles y las garantías constitucionales. 
En cambio el periodista Alberto Mónaca, destaca su figura por haber integrado su equipo totalmente con misioneros, y por cuanto  en su período tuvo ñademás de expropiar 276 hectáreas para el aeropuerto de Posadas, cuya construcción fue realizada por el segundo gobernador constitucional, César Napoleón Ayrault, y lleva el nombre del Libertador General San Martín. Creó la primera escuela secundaria en Leandro N. Alem y la segunda en Wanda, y dispuso la organización de la Justicia. Anteriormente, ya en 1917 fue Pomar quien fundó el primer sindicato en Misiones, y dos años después, en 1919, como agrimensor que era, abrió la Picada Maestra para la fundación de Eldorado".